# Титизян, Храч
Храч Титизян (арм. Հրաչ Տիտիզյան; род. 26 мая 1979) — американский актёр кино, театра, и телевидения армянского происхождения. Он наиболее известен по роли аналитика ЦРУ Дэнни Галвеса в первых двух сезонах сериала Showtime «Родина».

## Биография
Титизян родился в Калифорнии, в семье армянских эмигрантов. Его отец родился в Ливане, а мать в Иордании, в то время как его бабушка и дедушка были армянами из Ирака и Сирии. Он вырос в Глендейле, Калифорнии. Он учился в армянской школе, где он научился свободно говорить, читать и писать на армянском языке.
Ещё ребёнком Титизян развлекал друзей семьи, пел для них песни и притворялся другими людьми. В 19 лет он решил начать карьеру профессионального актёра, но не сообщил родителям о том, что вылетел из колледжа. Он получил работу по доставке цветов, чтобы оплачивать актёрские курсы, и почти год притворялся, что всё ещё учится в колледже. После того, как он подписал контракт с агентом, его родители обнаружили его обман, но Титизян отказался бросить актёрство.

## Фильмография

### Фильмы
| Год  | Название                      | Ориг. название             | Роль               | Примечания                       |
| ---- | ----------------------------- | -------------------------- | ------------------ | -------------------------------- |
| 2007 | Королевство                   | The Kingdom                | террорист-смертник |                                  |
| 2009 | Безумный спецназ              | The Men Who Stare at Goats | Похититель No. 1   |                                  |
| 2011 | Я ненавижу тебя, Лос-Анджелес | L.A., I Hate You           | Араз               |                                  |
| 2012 | Ночь тамплиера                | Night of the Templar       | Мелкон             |                                  |
| 2013 | Мелкая рыбёшка                | Small Fish                 | Давид              | короткометражка (также продюсер) |

### Телевидение
| Год       | Название                      | Ориг. название    | Роль           | Примечания                      |
| --------- | ----------------------------- | ----------------- | -------------- | ------------------------------- |
| 2001      | Зверь                         | The Beast         | Стив Джордан   | 6 эпизодов                      |
| 2003      | Морская полиция: Спецотдел    | NCIS              | Тарик Абасси   |                                 |
| 2003      | Лас-Вегас                     | Las Vegas         | Даг Назралян   |                                 |
| 2004      | Щит                           | The Shield        | Лерниг         |                                 |
| 2007      | 24 часа                       | 24                | Замиль Коури   | 2 эпизода                       |
| 2009      | 24 часа                       | 24                | Набил          | 6 эпизодов                      |
| 2010      | Морская полиция: Лос-Анджелес | NCIS: Los Angeles | таксист        |                                 |
| 2011–2012 | Родина                        | Homeland          | Дэнни Галвес   | 15 эпизодов                     |
| 2013      | Касл                          | Castle            | Омар Диксон    | Эпизод 5.23: «The Human Factor» |
| 2014      | Помнить всё                   | Unforgettable     | Самир Бенсаиди |                                 |
| 2015      | Кости                         | Bones             | Санджар Замани |                                 |

### Театр
| Год  | Название                            | Ориг. название                  | Роль        | Примечания          |
| ---- | ----------------------------------- | ------------------------------- | ----------- | ------------------- |
| 2009 | Бенгальский тигр в зоопарке Багдада | Bengal Tiger at the Baghdad Zoo | Удей Хусейн | Театр Кирка Дугласа |